# شوكت ميرضيايف
شوكت ميرضيائيف (بالأوزبكية: Mirziyoyev Shavkat Miromonovich)، وُلد في 24 يوليو 1957، هو سياسي أوزبكي يشغل منصب رئيس جمهورية أوزبكستان والقائد الأعلى للقوات المسلحة منذ 14 ديسمبر 2016. وكان قد تولّى سابقًا رئاسة الحكومة بصفته رئيسًا للوزراء بين عامي 2003 و2016.
انضم ميرضيائيف إلى الحزب الشيوعي السوفيتي في أواخر الثمانينيات، وانتُخب نائبًا في المجلس الأعلى لجمهورية أوزبكستان السوفيتية عام 1990. وفي منتصف التسعينيات، تولّى مناصب حاكم (حاكم إقليمي) لعدة مناطق، منها جيزّاخ وسمرقند، قبل أن يُعيَّن رئيسًا للوزراء من قبل الرئيس حينها إسلام كريموف.
بعد وفاة الرئيس كريموف، عيّنه المجلس الأعلى (أوليي مجلس) في 8 سبتمبر 2016 رئيسًا مؤقتًا للبلاد، ثم فاز بمنصب الرئاسة لولاية مدتها خمس سنوات في انتخابات عام 2016، مرشحًا عن الحزب الديمقراطي الليبرالي الأوزبكي، محققًا 88.6% من الأصوات. أُعيد انتخابه لولاية ثانية في انتخابات 2021 بنسبة 80.3%، ثم مرة ثالثة في انتخابات رئاسية مبكرة عام 2023 بنسبة 87.7%، وذلك بعد تعديل دستوري أتاح له الترشح مجددًا عبر إعادة ضبط عدد ولاياته، على أن تكون الولاية الجديدة مدتها سبع سنوات. خاض هذه الانتخابات كمرشح مستقل بدعم من الحزب الديمقراطي الليبرالي الأوزبكي.
شهدت فترة حكم ميرضيائيف تنفيذ عدد من الإصلاحات السياسية والاقتصادية ذات الطابع الليبرالي، منها جذب الاستثمارات الأجنبية وتحسين العلاقات مع دول آسيا الوسطى المجاورة، بالإضافة إلى الإفراج عن عدد من السجناء السياسيين، وإغلاق سجن جصلق سيئ السمعة عام 2019.
وفي أواخر عام 2021، أعلن عن سلسلة إصلاحات دستورية، شملت إلغاء عقوبة الإعدام وتعزيز حماية حقوق الإنسان، وقد تمت المصادقة عليها في استفتاء عام 2023 بنسبة تأييد بلغت 90.6%. لكن إحدى المقترحات، التي كانت تنص على إلغاء حق جمهورية قَرَقَلْبَقْسْتان ذاتية الحكم في الانفصال، أثارت احتجاجات دامية في يوليو 2022 تم قمعها بعنف، ما أدى إلى التراجع عن هذا التعديل المثير للجدل.